# Večeri dalmatinske pisme 2017.
Večeri dalmatinske pisme 2017. je glazbena manifestacija klapskog pjevanja održana 22. i 23. srpnja 2017. u Kaštel Kambelovcu.
Natjecateljske večeri: Kaštelanski đir, nedjelja 23. srpnja
Revijalne večeri: subota 22. srpnja, predstavljena "Četiri tenora"
Voditelji: Frano Ridjan i Mariola Milardović Petrić

## Nagrade
- 1. nagrada stručnog vijeća: Kapi kiše“ (Andrija Akrap - Domagoj Šetka - Ante Gašpardi) klapa Šufit
- 2. nagrada stručnog vijeća: „Jacera“ (Tomislav Bogović – Eduard Botrić) klapa Iskon
- 3. nagrada stručnog vijeća: Ruke“ (Tatjana Jergan Botunac – Lući Tukić – Ivan Božičević) klapa Fjoret

- 1. nagrada publike: klapa Trogirski kanti za pjesmu „Grintava“
- 2. nagrada publike: klapa Šufit za pjesmu „Kapi kiše“
- 3. nagrada publike: klapa Šušur „Dalmacijo, didovino moja“

- Nagrada Radio Splita: „Dalmacijo, didovino moja“ (Duško Rapotec Ute - Vjekoslav Alilović – Duško Rapotec Ute) klapa Šušur
- Nagrada portala Dalmacija Danas: „Obećajem“ (Vjekoslav Šuljić – Ivan Škunca) klapa Munita

- nagrada za najbolje stihove: Branko Slivar za stihove „Dalmatinska zvona“
- nagrada za najbolji aranžman: Igor Ivanović za pjesmu „Gradovi uz more“
- nagrada za najbolju izvedbu: Klapa Ragusa
- Nagrada orkestra za najbolju skladbu: „Kapi kiše“ (Andrija Akrap - Domagoj Šetka - Ante Gašpardi)

## Vanjske poveznice
- Službene stranice